# Espacio proyectivo

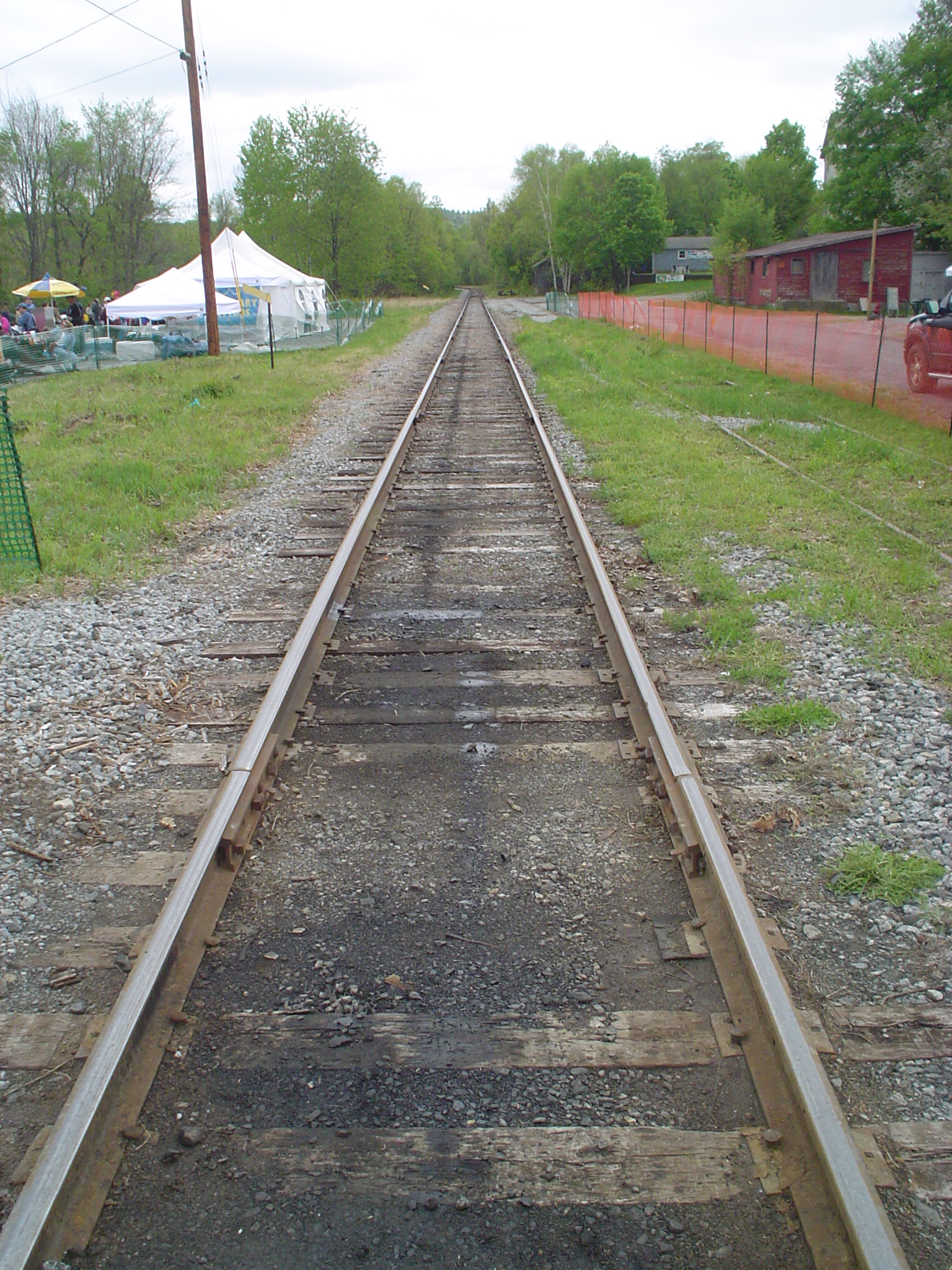
En perspectiva gráfica, las rectas paralelas en el plano intersecan en un punto de fuga en el horizonte.

En matemáticas, el espacio proyectivo es el conjunto P(V) de líneas que pasan a través del origen de un espacio vectorial V. Cuando V=R2 o V=R3 son conocidos como recta proyectiva y plano proyectivo, respectivamente.
La idea de un espacio proyectivo se relaciona con la perspectiva, más precisamente con la forma en la que un ojo o una cámara proyecta una escena 3D sobre una imagen 2D. Todos los puntos que se encuentran sobre una línea de proyección (i.e., un "línea de visión"), intersecando con el punto focal de la cámara, se proyectan en un punto de imagen común. En este caso, el espacio vectorial es R3, con el punto focal de la cámara como origen y el espacio proyectivo corresponde a los puntos de imagen.
Los espacios proyectivos pueden ser estudiados como campos separados en matemáticas, pero también pueden ser usados en varios campos de aplicación, en particular, en geometría. Los objetos geométricos, tales como puntos, rectas, o planos, pueden tener una representación como elementos en espacios proyectivos basados en coordenadas homogéneas. Como resultado, varias relaciones entre esos objetos pueden ser descritas de la manera más simple posible sin coordenadas homogéneas. Más aún, varios enunciados en geometría pueden hacerse más consistentes y sin excepciones. Por ejemplo, en la geometría estándar, para el plano, dos rectas siempre intersecan en un punto excepto cuando éstas son paralelas. En una representación proyectiva de rectas y puntos, sin embargo, ese punto de intersección existe incluso para rectas paralelas, y este puede ser calculado de la misma manera que otros puntos de intersección.
Otros campos matemáticos donde los espacios proyectivos juegan un papel importante son la topología, la teoría de grupos de Lie y los grupos algebraicos, y sus teorías de representación.

## Introducción

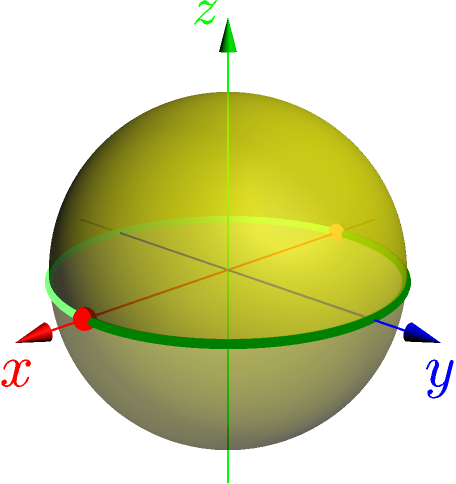
Representación de un plano proyectivo.

Como se mostraba arriba, un espacio proyectivo es un objeto geométrico que formaliza enunciados tales como «rectas paralelas que intersecan en el infinito». Concretando, se puede realizar la construcción del plano proyectivo real P2(R) con cierto detalle.
Hay tres definiciones equivalentes: 
1. El conjunto de todas las rectas en R3 que pasan a través del origen (0, 0, 0). Cada una de esas rectas se encuentran en la esfera de radio uno centrada en el origen exactamente dos veces, digamos, en P = (x, y, z) y en su punto antipodal (-x, -y, -z).
2. P2(R) también puede ser descrito por ser los puntos de la esfera S2, donde cada punto P y su punto antipodal no son distinguibles. Por ejemplo, el punto (1, 0, 0) (rojo en la imagen) es identificado con (-1, 0, 0) (punto rojo claro), etc.
3. Finalmente, con todo, otra definición equivalente es el conjunto de clases de equivalencia de R3\(0, 0, 0), i.e. 3-espacio sin el origen, donde dos puntos P = (x, y, z) y P* = (x*, y*, z*) son equivalentes sii hay un número real distinto de cero λ tal que P = λ·P*, i.e. x = λx*, y = λy*, z = λz*. La forma usual de escribir un elemento del plano proyectivo, i.e. las clases de equivalencias correspodientes a un punto íntegro (x, y, z) en R3, es: [x : y : z].

La última fórmula se conoce con el nombre de coordenadas homogéneas.
Nótese que cualquier punto [x : y : z] con z ≠ 0 es equivalente a [x/z : y/z : 1]. Así que hay dos subconjuntos disjuntos del plano proyectivo: los que consisten en los puntos [x : y : z] = [x/z : y/z : 1] para z ≠ 0, y los que consisten en los puntos restantes [x : y : 0]. El último conjunto puede subdividirse de manera similar en dos subconjuntos disjuntos, con puntos [x/y : 1 : 0] y [x : 0 : 0]. En el último caso, x es necesariamente distinto de cero, porque el origen no forma parte de P2(R). Por lo tanto el punto es equivalente a [1 : 0 : 0]. Geométricamente, el primer subconjunto, que es isomorfo (no sólo como conjunto, sino también como variedad, como se verá después) a R2, es en la imagen el hemisferio superior amarillo (sin el ecuador), o equivalentemente el hemisferio inferior. El segundo subconjunto, isomorfo a R1, corresponde a la línea verde (sin los dos puntos marcados), o, de nuevo, equivalente a la línea verde claro. Finalmente se tiene el punto rojo o el equivalente punto rojo claro. Se tiene así una descomposición disjunta
P2(R) = R2 ⊔ R1 ⊔ punto.
Intuitivamente, y se precisa a continuación, R1 ⊔ punto es en sí misma la recta proyectiva real P1(R). Considerado como el subconjunto P2(R), ésta es llamada recta en el infinito, donde R2 ⊂ P2(R) es llamado plano afín, i.e. sólo el plano usual. 

## Definición de espacio proyectivo
El espacio proyectivo real, Pn (R), se define por
Pn(R) := (Rn+1 \ {0}) / ~,
con la relación de equivalencia (x0, ..., xn) ~ (λx0, ..., λxn), donde λ es un número real arbitrario distinto de cero. Equivalentemente, es el conjunto de todas las rectas en Rn+1 que pasan a través del origen 0 := (0, ..., 0).
En lugar de R, se puede tomar cualquier cuerpo, o incluso un anillo de división, k. Tomando los números complejos o los cuaterniones, se obtiene el espacio proyectivo complejo Pn(C) y espacio proyectivo cuaterniónico Pn(H).
Si n es uno o dos, se puede llamar también recta proyectiva o plano proyectivo, respectivamente. El plano proyectivo complejo es también llamado esfera de Riemann.
Como en el caso especial de arriba, la notación (también llamada coordenadas homogéneas) para un punto en el espacio proyectivo es
[x0 : ... : xn].
De manera más general, para un espacio vectorial V (sobre algún cuerpo k, o incluso más generalmente un módulo V sobre algún anillo de división), P(V) se define como (V \ {0}) / ~, donde dos vectores distintos de cero v1, v2 en V son equivalentes si difieren por medio de un escalar λ distinto de cero, i.e., v1 = λv2. El espacio vectorial no necesita ser de dimensión finita; Así, por ejemplo, existen los espacios de Hilbert proyectivos.

## Espacio proyectivo como variedad

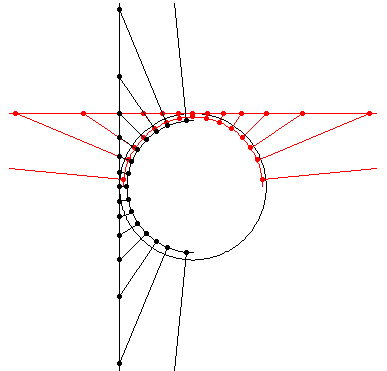
Estructura de la variedad de la recta proyectiva real.

La definición anterior de espacio proyectivo proporciona un conjunto. A efectos de geometría diferencial, que trata con variedades, es útil dotar a este conjunto con una estructura de variedad (real or compleja).
Es decir, considérese los siguientes subconjuntos: 
{\displaystyle U_{i}=\{[x_{0}:\cdots :x_{n}],x_{i}\neq 0\},i=0,\dots ,n}.
Por la definición de espacio proyectivo, su unión es el espacio proyectivo completo. Además, Ui está en biyección con Rn (o Cn) mediante las siguientes aplicaciones:
{\displaystyle [x_{0}:\cdots :x_{n}]\mapsto \left({\frac {x_{0}}{x_{i}}},\dots ,{\widehat {\frac {x_{i}}{x_{i}}}},\dots ,{\frac {x_{n}}{x_{i}}}\right)}
{\displaystyle [y_{0}:\cdots :y_{i-1}:1:y_{i+1}:\cdots y_{n}]\leftarrow \left(y_{0},\dots ,{\widehat {y_{i}}},\dots y_{n}\right)}
(el sombrero en la componente significa que falta la i-ésima componente).
La imagen del ejemplo muestra que P1(R). (aunque los puntos antípoda están identificados en P1(R)). Están cubiertos por dos copias de la recta real R, cada una de las cuales cubre la recta proyectiva excepto un punto, que es «el» (o un) punto en el infinito. 
Primero, se define una topología en un espacio proyectivo mediante declaración de que esos mapas podrán ser homeomorfismos, esto es, un subconjunto de Ui es abierto si y sólo si su imagen bajo el isomorfismo anterior es un subconjunto abierto (en el sentido normal) de Rn. Un subconjunto arbitrario A de Pn(R) es abierto si todas las intersecciones A ∩ Ui son abiertas. Esto define un espacio topológico.
La estructura de la variedad también viene dada por esos mapas anteriores. 

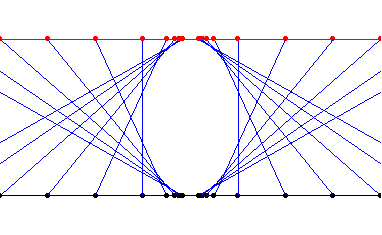
Visualización diferente de la recta proyectiva.

Otra forma de pensar sobre la recta proyectiva es la siguiente: tómense dos copias de una recta afín con coordenadas x e y, respectivamente, y péguense todas juntas a lo largo de los subconjuntos x ≠ 0 e y ≠ 0 mediante los mapeados
{\displaystyle x\mapsto {\frac {1}{x}},\,y\mapsto {\frac {1}{y}}.}
La variedad resultante es la recta proyectiva. Los diagramas dados por esta construcción son los mismos que los anteriores. Presentaciones similares existen para espacios proyectivos de mayores dimensiones.
La descomposición anterior en conjuntos disjuntos se lee en general como:
Pn(R) = Rn ⊔ Rn-1 ⊔ {\displaystyle \cdots } ⊔ R1 ⊔ R0,
esto, a veces llamado descomposición en células, puede ser usado para calcular la cohomología singular de un espacio proyectivo.
Todo lo anterior se cumple para el plano proyectivo complejo también. La recta proyectiva compleja P1(C) es un ejemplo de superficie de Riemann.

## Espacios proyectivos en geometría algebraica
La cobertura de los anteriores subconjuntos abiertos también muestra que el espacio proyectivo es una variedad algebraica (o esquema), está cubierta por n + 1 n-espacios afines. La construcción de un esquema proyectivo es un ejemplo de la construcción Proy.

## Espacios proyectivos en topología algebraica
El n-espacio real proyectivo tiene Real projective n-space tiene una estructura CW-complejo bastante sencilla. Es decir, cada espacio n-dimensional real proyectivo tiene una única célula n-dimensional.

## Espacio proyectivo y espacio afín

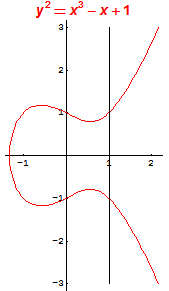
Ejemplo del teorema de Bézout

Existen algunas ventajas del espacio proyectivo respecto del espacio afín ( Pn(R) vs. An(R)). Por esas razones es importante conocer cuando una variedad dada es proyectiva, por ejemplo, se incrusta en (es un subconjunto cerrado) el espacio proyectivo. Los fibrados de línea (muy) amplios están diseñados para dar respuesta a esta pregunta.
Nótese que el espacio proyectivo puede ser formado mediante la proyectivización de un espacio vectorial, como líneas que pasan a través del origen, pero no puede ser formado de un espacio afín sin escoger un punto base. Es decir, los espacios afines son subespacios abiertos de los espacios proyectivos, los cuales son cocientes de los espacios vectoriales.
- El espacio proyectivo es un espacio topológico compacto, el espacio afín no lo es. Por lo tanto, el teorema de Liouville se puede aplicar para mostrar que cada función holomorfa sobre Pn(C) es constante. Otra consecuencia es, por ejemplo, que las funciones integrables o formas diferenciables sobre Pn no causan problemas de convergencia.

y2·z = x3−x·z2+z3,

## Axiomas del espacio proyectivo
Un espacio proyectivo S puede ser definido abstractamente como un conjunto P (el conjunto de puntos), junto con el conjunto L de subconjuntos de P (el conjunto de rectas), que satisfacen los siguientes axiomas :
- Dos puntos distintos p y q están exactamente en una recta.
- Axioma de Veblen : Si a, b, c, d son puntos distintos y las rectas que forman ab y cd se encuentran, también lo hacen las líneas que forman ac y bd.
- Cualquier línea tiene al menos 3 puntos sobre ella.

El último axioma elimina casos reducibles que se pueden escribir como una unión disjunta de espacios proyectivos junto con rectas (conformada por dos puntos) que unen dos puntos en distintos espacios proyectivos. Más abstractamente, se puede definir como una estructura de incidencia {\displaystyle (P,L,I),} consistiente en un conjunto de puntos P, un conjunto L de líneas, y una relación de incidencia I indicando qué puntos se hallan con qué rectas.
Un subespacio del espacio proyectivo es el subconjunto X, tal que cualquier línea que contiene dos puntos de X es un subconjunto de X. El espacio completo y el espacio vacío son subespacios.
La dimensión geométrica del espacio se dice que es n si ese es el mayor número para el cual hay estrictamente una cadena ascendente de subespacios de la forma:
{\displaystyle \varnothing =X_{-1}\subset X_{0}\subset \cdots X_{n}=P.}

### Clasificación

El plano de Fano.

- Dimensión 0 (sin rectas) El espacio es un simple punto.
- Dimensión 1 (Exactamente una línea) Todos los puntos se encuentran sobre una línea.
- Dimensión 2 (Hay al menos 2 líneas, y dos líneas cualesquiera se encuentran) La definición de un espacio proyectivo para n = 2 es equivalente a la de un plano proyectivo. Estos son más difíciles de clasificar, ya que no todos ellos son isomorfos con un PG(d, K). Los planos desarguesianos que satisfacen el teorema de Desargues son planos proyectivos sobre anillos de división, pero hay varios planos no desarguesianos.
- Dimensión de al menos 3 (Hay 2 rectas que no interseccionan.) Veblen y Young (1965) demostraron el teorema de Veblen-Young que dice que si la dimensión n ≥ 3, cada espacio proyectivo es isomorfo con un PG(n, K), el espacio proyectivo n-dimensional sobre algún anillo de división K.

Hay
1, 1, 1, 1, 0, 1, 1, 4, 0, … (sucesión A001231 en OEIS)
planos proyectivos de orden 2, 3, 4, …, 10. Números superiores a estos son muy difíciles de calcular.
El plano proyectivo más pequeño es el plano de Fano, PG[2,2] con 7 puntos y 7 rectas.

## Morfismos
Las aplicaciones lineales inyectivas T ∈ L(V,W) entre dos espacios vectoriales V y W sobre el mismo cuerpo k inducen aplicaciones de los correspondientes espacios proyectivos P(V) → P(W) vía:
[v]→ [T(v)],
donde v es un elemento no nulo de V y [...] denota la equivalencia de clases de un vector bajo la definición de identificación de los respectivos espacios proyectivos.  Puesto que los miembros de la clase de equivalencia difieren en un factor escalar, y las aplicaciones lineales preservan los factores escalares, esta aplicación inducida está bien definida. (Si T no es inyectiva, se tendrá un espacio nulo mayor que {0}; en este caso el significado de la clase de T(v) es problemático si v no es cero y está dentro del espacio nulo. En este caso se obtiene lo que se llama aplicación racional, véase también geometría birracional).
Dos aplicaciones lineales S y T en L(V,W) inducen la misma aplicación entre P(V) y P(W) si y sólo si difieren en un múltiplo escalar de la identidad, que es si T=λS para algún λ ≠ 0. De modo que si se identifican los múltiplos escalares de la aplicación identidad con el cuerpo subyacente, el conjunto de morfismos lineales en k desde P(V) a P(W) es simplemente  P(L(V,W)).
Los automorfismos P(V) → P(V) pueden ser descritos más concretamente. (se tratará únicamente con automorfismos que preservan el cuerpo base k). Usando la noción de haces generados por secciones globales, se puede mostrar que cualquier automorfismo algebraico (no necesariamente lineal) tiene que ser lineal, i.e. procedentes de un automorfismo (lineal) del espacio vectorial V, en última forma, el grupo GL(V). Mediante la identificación de las aplicaciones que se diferencian por un escalar, se concluye que
Aut(P(V)) = Aut(V)/k∗ = GL(V)/k∗ =: PGL(V),
el grupo cociente de GL(V) módulo las matrices que son múltiplos escalares de la identidad. (Esas matrices forman el centro de Aut(V)). Los grupos PGL son llamados grupos lineales proyectivos. Los automorfismos de la recta proyectiva compleja P1(C) son llamados transformaciones de Möbius.

## Espacio proyectivo dual
Cuando la construcción anterior es aplicada al espacio dual V* en vez de a V, se obtiene el espacio proyectivo dual, que puede ser canónicamente identificado con el espacio de hiperplanos que pasan a través del origen de V.  Esto es, si V es n dimensional, entonces P(V*) es el grasmaniano de n−1 planos en V.

## Generalizaciones
DimensiónEl espacio proyectivo, siendo el  "espacio" de todos los subespacios lineales unidimensionales de un determinado espacio vectorial V es generalizado por la variedad grassmanniana, que parametriza subespacios de mayores dimensiones (para alguna dimensión fijada) de V.
Sucesión de subespaciosMás generalmente, la variedad bandera es el espacio de banderas, o sea, cadenas de subespacios lineales de V.
Otras subvariedadesMás generalmente, los espacios moduli parametrizan objetos tales como curvas elípticas de un tipo dado.
Otros anillosGeneralizado a anillos, (en lugar de cuerpos) se obtiene la geometría de anillo inversa.
ParcheadoParcheando los espacios proyectivos conjuntamente se obtiene espacios proyectivos fibrados.
Las Variedades de Severi–Brauer son variedades algebraicas sobre un cuerpo k que se vuelven isomorfas a los espacios proyectivos después de una extensión del cuerpo base k.
Los espacios proyectivos son casos especiales de variedades tóricas. Otra generalización son los espacios proyectivos ponderados.